# THE Possible
THE Possible (THE ポッシボー, THE Posshibō), renommé Ciao Bella Cinquetti (チャオ ベッラ チンクエッティ) en 2015, est un groupe féminin de J-pop créé en 2006.

## Histoire
THE Possible est créé mi-2006 au sein du Hello! Project par le producteur Tsunku, avant d'être transféré le 7 octobre 2007 chez le nouveau label TNX de Tsunku dans le cadre du Nice Girl Project!.
Il est formé au départ de six jeunes idoles japonaises du Hello! Pro Egg sélectionnées en 2004, âgées de 12 à 16 ans à la création du groupe, qui sont donc « graduées » du H!P lors de leur transfert.
Le 22 août 2009, l'une d'elles, Kaede Ōse, quitte le groupe qui continue alors en quintet.
La structure de leur agence de management et le concept du groupe ont changé au cours du printemps 2011. The Possible était proche d’une dissolution au début de l'année 2012 mais celui-ci reste actif et a rejoint Victor Entertainment en août 2012. Elles sont devenues le premier groupe à signer sous le label VersionMusic de Victor Entertainment consacré à la pop féminine en février 2013.
Les membres ont participé au Hello! Project 15th Anniversary Live Tour en janvier 2013. 
Après être passé en « major » en 2008 et avoir sorti six albums et une quinzaine de singles chez TNX, The Possible est transféré chez Up-Front Create et son label Piccolo Town en avril 2015.
En juin suivant, le groupe annonce changer son nom pour Ciao Bella Cinquetti à l’occasion de la sortie de son premier single "triple face A" le 8 juillet, avant de célébrer son 10e anniversaire en août ; à l’occasion de cet événement, les membres du groupe veulent montrer leur évolution après leur passage à l'âge adulte.
Le 10 août 2015, l'une des membres, Yurika Akiyama, quitte le groupe qui continue en quatuor.
Le 24 avril 2018 est annoncée la dissolution prochaine du groupe. Selon l'annonce, les membres se sont réunis après une performance le 9 janvier précédent pour discuter de leur avenir avec leur staff. Après plusieurs discussions, les filles ont constaté qu’elles avaient accompli tout ce qu’elles pouvaient en tant que groupe ; elles ont en premier temps envisagé de mettre le groupe en pause, mais ont décidé de se concentrer finalement sur des activités solo à la place.
La séparation du groupe a lieu le 2 août 2018 après un concert d'adieu.

## Membres
- Aina Hashimoto (橋本愛奈?), née le 3 octobre 1992
- Kanami Morozuka (諸塚香奈実?), née le 1er novembre 1989
- Robin Shōko Okada (岡田ロビン翔子?), née le 15 mars 1993
- Yuki Gotō (後藤夕貴?), 12 juin 1993 (homonyme de Yuki Gotō, frère de Maki Gotō et ex-membre de EE Jump)

Ex-membre
- Kaede Ōse (大瀬楓?), née le 29 avril 1991, quitte le 22 août 2009.
- Yurika Akiyama (秋山ゆりか?), née le 19 octobre 1992, quitte le 10 août 2015.

## Discographie
Les disques sortis avant 2015 sont attribués à THE Possible ; ceux sortis depuis 2015 sont attribués à Ciao Bella Cinquitti.

### Albums
Albums originaux
1. 17 septembre 2008 : Kyūkyoku no The Possible Best Number Shō 1 (究極のTHE ポッシボー　ベストナンバー集①?)
2. 28 mars 2012 : 2 Shiawase no Akashi (②幸せの証?)
3. 3 septembre 2014 : 1116
Sous le nom de Ciao Bella Cinquitti
4. 3 août 2016 : Alive 4 U!!!!

Mini-albums
1. 14 mars 2007 : 1 Be Possible!
2. 31 août 2011 : 6 Nenme Shido Kinen Mini Album 6 Nenme Start! (6年目始動記念ミニアルバム「6年目スタート！」?)

Compilations
1. 20 février 2013 : Aratame Mashite, The Possible Desu! ~Nyūmon Hen Best~ (あらためまして、THE ポッシボーです! ～入門編ベスト～?)

### Singles
En indépendant
1. 22 octobre 2006 : Young Days!! (ヤングDAYS!!)
2. 10 décembre 2006 : Hatsukoi no Kakera (初恋のカケラ)
3. 18 février 2007 : Shushoku = Gohan no Uta (主食=GOHANの唄)
4. 13 juin 2007 : Natsu no Tropical Musume. (夏のトロピカル娘。) (« THE Possible featuring Akiyama Yurika, Hashimoto Aina »)
5. 13 juin 2007 : Kingyo Sukui to Hanabi Taikai (金魚すくいと花火大会) (« THE Possible featuring Okada Robin Shouko, Yuki Goto »)
6. 1er août 2007 : Kaze no Uwasa (風のうわさ)
7. 7 novembre 2007 : HAPPY 15
8. 20 février 2008 : Love Message! (ラヴメッセージ!)

En major
1. 30 avril 2008 : Kazoku e no Tegami (家族への手紙)
2. 6 août 2008 : Ijiwaru Crazy love (いじわる Crazy love)
3. 7 janvier 2009 : Shiawase no Katachi (幸せの形)
4. 9 septembre 2009 : Family ~Tabidachi no Asa~ (Family ～旅立ちの朝～)
5. 6 octobre 2010 : Watashi no Miryoku / Love² Paradise (私の魅力／LOVE² パラダイス)
6. 29 août 2012 : Nanja Korya?! (なんじゃこりゃ?!)
7. 10 avril 2013 : Zenryoku Banzai! My Glory! (全力バンザーイ！My Glory！)
8. 11 septembre 2013 : Otome! Be Ambitious! (乙女！Ｂｅ　Ａｍｂｉｔｉｏｕｓ！)
9. 26 mars 2014 : Yuuki Super Ball! (勇気スーパーボール!)
Sous le nom de Ciao Bella Cinquitti
10. 18 juillet 2015 : Omotesando / Futakotamagawa / Never Never Give Up (表参道 / 二子玉川 / NeverNeverGiveUp)
11. 27 janvier 2016 : Dōshiyō, Watashi / Ichigo Ichie (どうしよう、わたし/一期一会)
12. 2 août 2017 : High Tension! Wagga Jinsei! / Wadachi (ハイテンション！我っが人生！/轍)

Collaborations
1. 2 juin 2010 : Yabe ~Nabe~ Na Atsuryoku Be ~Na~ (やべ～なべ～な 圧力ベ～ナ～) (par « THE Possible with Oto no Moto »)
2. 21 mars 2012 : Play Ball (プレイボール) (par « Mikage Masahide with Razz Like Air », avec Mana Ogawa)

Singles live en édition limitée
1. 25 novembre 2011 : Shiawase Hanabi Go Go Go! ~Buchi no Mese! Dai Pinchi!~ (幸せ花火ゴッゴッGOーッ!～ぶちのめせ！大ピンチ！～)
2. 15 janvier 2012 : Kibô to Seishun no Hikari ~C'mon! Pika! Pika!~ (希望と青春のヒカリ～カモン！ピカッ!ピカッ!～)
3. 25 février 2012 : Sakurairo no Romantic (桜色のロマンチック)

### DVD
Singles V
1. 30 décembre 2006 : Young Days!! (ヤングDAYS!!)
2. 21 janvier 2007 : Hatsukoi no Kakera (初恋のカケラ)
3. 25 février 2007 : Shushoku = Gohan no Uta (主食=GOHANの唄)
4. 11 juillet 2007 : Natsu no Tropical Musume. (夏のトロピカル娘。) (« THE Possible featuring Akiyama Yurika, Hashimoto Aina »)
5. 11 juillet 2007 : Kingyo Sukui to Hanabi Taikai (金魚すくいと花火大会) (« THE Possible featuring Okada Robin Shouko, Goto Yuki »)
6. 12 septembre 2007 : Kaze no Uwasa (風のうわさ)
7. 5 décembre 2007 : HAPPY 15
8. 12 mars 2008 : Love Message! (ラヴメッセージ!)

Divers
1. 2 août 2011 – THE Possible 5 Shūnen Kinen DVD 「Go Nen Jukusei」 (THE ポッシボー 5周年記念DVD 「五年熟成」?)